# بوئه
بوئه (به فرانسوی: Boué) یک کمون در فرانسه است که در ان (ا-دو-فرانس) واقع شده‌است. بوئه ۱۰٫۴۴ کیلومتر مربع مساحت دارد ۱۴۹ متر بالاتر از سطح دریا واقع شده‌است.